# 卡斯泰尔诺达尔比约
卡斯泰尔诺-达尔比约（法語：Castelnau-d'Arbieu，法語發音：[kastɛlno daʁbjø]）是法国热尔省的一个市镇，位于该省东北部，属于孔东区和热尔洛马涅市镇公共社区。

## 地理
卡斯泰尔诺-达尔比约（43°52'58"N, 0°42'17"E）面积16.34 平方千米，位于法国奧克西塔尼大區热尔省，该省份为法国西南部内陆省份，北起顺时针与洛特-加龙省、塔恩-加龙省、上加龙省、上比利牛斯省、大西洋比利牛斯省和朗德省接壤。
与卡斯泰尔诺-达尔比约接壤的市镇（或旧市镇、城区）包括：弗勒朗斯、莱克图尔、马尼亚、波亚克、圣克拉尔、于尔当。
卡斯泰尔诺-达尔比约的时区为UTC+01:00、UTC+02:00（夏令时）。

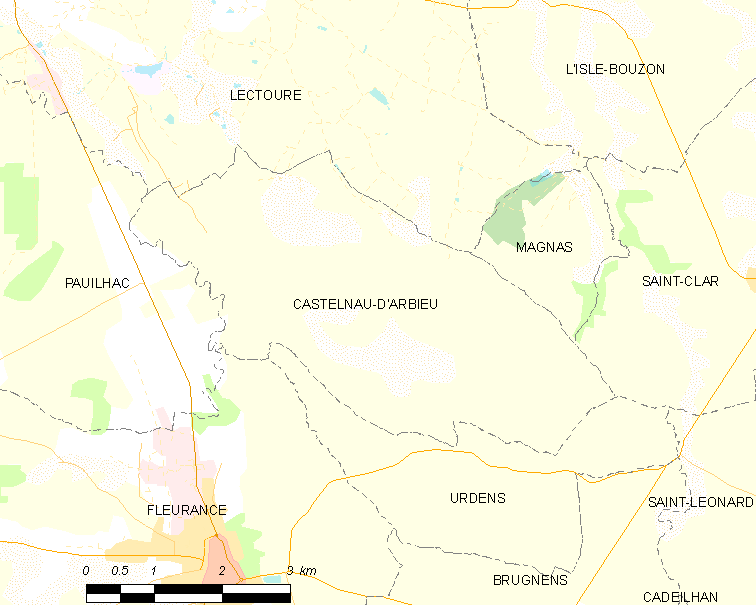
卡斯泰尔诺-达尔比约的OSM定位图

## 行政
卡斯泰尔诺-达尔比约的邮政编码为32500，INSEE市镇编码为32078。

## 政治
卡斯泰尔诺-达尔比约所属的省级选区为弗勒朗斯-洛马涅县。

## 交通
热尔省省道D45线等经过境内。

## 人口

1962-2008年间卡斯泰尔诺-达尔比约人口变化图示

卡斯泰尔诺-达尔比约于2022年1月1日时的人口数量为226人。